# برف و بوران ۱۳۹۸ گیلان
برف و بوران ۱۳۹۸ گیلان از روز ۲۰ بهمن تا ۲۲ بهمن سراسر گیلان را درنوردید. در این روزها جبهه هوای سردی قطبی وارد شمال ایران شد که سبب بارش شدید برف گشت. استان گیلان بیشترین خسارات را از بارش برف متحمل شد. ارتفاع برف در فرودگاه رشت ۵۶ سانتی‌متر، در کشاورزی رشت ۱۰۲ سانتی‌متر، در رودسر ۱۰۰ سانتی‌متر، در املش ۹۰ سانتی‌متر و در اسالم به خلخال در استان گیلان یک و نیم متر گزارش شد. قطع برق، آب، گاز، راه‌بندان خیابان‌ها، پارگی سیم‌های برق، افتادن تیربرق‌ها، آتش‌سوزی تیربرق‌ها، اختلال در اینترنت و تلفن و سقوط بهمن از مشکلات و حوادث استان گیلان در این برف بود. ریزش برف و سقوط بهمن در گیلان ۸ کشته و ۱۴۷ مصدوم برجای گذاشت. برق ۹۰٬۰۰۰ خانوار گیلانی در طی این روزها بر اثر برف قطع شد. ۱۶۳۰ مسافر گرفتار در برف گیلان اسکان اضطراری شدند و به ۵۷۰۰ نفر از در راه ماندگان امدادرسانی شد.

## تعطیلی مدارس و ادارات
این برف باعث تعطیلی مدارس پیش دبستانی و ابتدایی نوبت صبح در برخی نقاط گیلان و تعطیلی مدارس تمامی مقاطع تحصیلی نوبت عصر در برخی نقاط گیلان در دوشنبه ۲۱ بهمن ۱۳۹۸ شد. همچنین در روز چهارشنبه ۲۳ بهمن ۱۳۹۸ مدارس تمامی مقاطع تحصیلی در هر دو نوبت صبح و عصر برای کل استان گیلان تعطیل اعلام شد و ادارات استان در این روز به علت یخبندان شدید با ۱ ساعت تأخیر در ساعت ۹ صبح باز شدند. در روز پنجشنبه ۲۴ بهمن هم همهٔ مدارس در همهٔ مقاطع در هر دو نوبت صبح و عصر همچنین تمامی دانشگاه‌های گیلان، آزاد، پیام نور و… تعطیل شدند. ادارات هم با تأخیر از ساعت ۹ صبح شروع به کار کردند. در شنبه ۲۶ بهمن نیز برخی از مدارس استان تعطیل و برخی با ۱ ساعت تأخیر شروع به کار کردند.

## بحران‌ها
با وجود هشدارهای هواشناسی از ۵ روز قبل از ورود سامانه بارشی به مسئولین و شهروندان دربارهٔ بارش شدید برف در استان گیلان و جلوگیری از ایجاد بحران برف، با باریدن ۲ روزه برف در استان گیلان بحران ایجاد شد.
قطع برق بیش از ۲۵۰٬۰۰۰ مشترک گیلانی، قطع آب شرب ۵۰ روستا، مسدود شدن مسیرهای منتهی به رشت و خیابان‌ها و معابر شهر، بسته شدن جاده اصلی رشت – قزوین محدوده شاه عباسی تا پلیس راه و محور فومن – شفت – سراوان و امام زاده هاشم و محور آستارا – اردبیل و خلخال – اسالم و در راه ماندن هزاران خودرو در ورودی‌های استان از جمله بحران‌های ایجاد شده در پی بارش برف پیش‌بینی‌شده از هفته گذشته در گیلان بود. قطع برق در برخی از مناطق شهر رشت در حالی از نیمه شب ۲۱ بهمن رخ داد که وسایل گرمایشی شهروندان در اثر قطعی برق، خاموش و هزاران شهروند رشتی ساعت‌های زیادی شب برفی خود در سرما به صبح رساندند. پس از این برف در عصر ٢٣ بهمن هم زمین لرزه ۴.۵ ریشتری گیلان را لرزاند و موجب وحشت مردم شد. قطعی و نوسانات شدید برق تا عصر روز ۲۴ بهمن در بیشتر مناطق رشت ادامه داشت. همهٔ این اتفاقات در حالی رخ داد که از چند روز باقی مانده به بارش سنگین برف، مسئولان دستگاه‌های خدمات‌رسان از جمله ستاد بحران و شهرداری و فرمانداری به‌طور مکرر در جلسات مختلف از میزان سطح بالای آمادگی در مواجه با برف خبر می‌دادند. ادعایی که خیلی زودتر از تصور، خلاف آن ثابت شد.

## هشدار دربارهٔ عدم سفر به گیلان
در ۲۲ بهمن ۱۳۹۸ رئیس مرکز اطلاعات و کنترل ترافیک پلیس راهور گفت: تا اطلاع ثانوی به هیچ عنوان به استان گیلان سفر نکنید. وضعیت جوی در استان گیلان به هیچ عنوان مناسب سفر نیست. تمام محورهای استان گیلان به شدت درگیر برف و کولاک است.
با وجود اخطارهای مکرر سازمان هواشناسی و ستاد مدیریت بحران مسافرانی زیادی در روزهای برفی به سمت استان گیلان حرکت کردند که به علت بسته بودن راه ساعت‌ها در جاده‌های بسته معطل ماندند. برخی از مسافرین که با خودروهای عمومی رهسپار رشت بودند پس از ساعت‌ها معطلی در داخل اتوبوس‌ها، با پای پیاده از محدوده امامزاده هاشم و سراوان به سمت رشت حرکت کردند.

## پیگیری حسن روحانی در تسریع در روند خدمت‌رسانی
در ۲۳ بهمن ۱۳۹۸، حسن روحانی رئیس‌جمهور وقت ایران در تماس تلفنی با ارسلان زارع استاندار وقت گیلان دستورات مقتضی برای تسریع در روند خدمت‌رسانی به مردم و کاستن از مشکلات ناشی از بارش سنگین برف را صادر کرد. روحانی در تماس تلفنی با ارسلان زارع از وی خواست تا همه امکانات استان را برای کمک‌رسانی به مردم به‌کار بگیرد. استاندار گیلان نیز در این تماس تلفنی، گزارشی از اقدامات انجام شده برای کمک رسانی به کسانی که در جریان بارش سنگین برف در این استان گرفتار شده‌اند، ارائه کرد.